# Roubanina
Roubanina (deutsch Raubanin) ist eine Gemeinde in Tschechien. Sie befindet sich acht Kilometer nördlich von Letovice und gehört zum Okres Blansko.

## Geographie
Roubanina befindet sich im Süden der Podorlická pahorkatina (Adlergebirgsvorland) am Oberlauf des Flüsschens Zavadilka. Nördlich erhebt sich der Javor (606 m), nordöstlich die Niva (529 m) und der Hammerle (534 m), im Süden der Vlkov (599 m) und der Stráň (522 m) sowie im Nordwesten die Kojetína (586 m). Gegen Norden erstreckten sich die Ausläufer des Schönhengster Rückens.
Nachbarorte sind Březinka und Slatina im Norden, Na Červené, Bělá u Jevíčka, Olší und Smolná im Nordosten, Klen, Roubanská und Korbelova Lhota im Osten, Bezděčí und Svárov im Südosten, Chlum im Süden, Bahna und Rumberk im Südwesten, Luhy und Horní Smržov im Westen sowie Horákova Lhota im Nordwesten.

## Geschichte
Roubanina wurde im Zuge der Kolonisationstätigkeit des Olmützer Bischofs Bruno von Schauenburg an der Kreuzung zweier bedeutsamer Handelswege gegründet. Die erste schriftliche Erwähnung des Dorfes erfolgte 1356 als Besitz des Vladiken Bolko von Roubanina. Den Sitz der Herren von Roubanina bildete eine im Dorf befindliche Feste. Im Jahre 1755 entstand eine einklassige Dorfschule, die auch von den Kindern der umliegenden Orte Chlum, Březinka, Slatina, Korbelova Lhota, Bezděčí und Svárov besucht wurde.
Nach der Aufhebung der Patrimonialherrschaften entstand ab 1850 die politische Gemeinde Roubanín in der Bezirkshauptmannschaft Moravská Třebová. 1855 wurde die Gemeinde der Bezirkshauptmannschaft Jevíčko zugeordnet, die 1868 wieder aufgehoben wurde. Ab 1910 wurde die Gemeinde als Roubanina bezeichnet. Nach dem Münchner Abkommen befand sich Roubanina ab 1938 an der Grenze zum Deutschen Reich. Ab 1942 wurde bis in die 1950er Jahre südlich von Roubanina in der Zeche Důl svaté Barbory Schamotteton abgebaut. Die Grube hatte etwa 50 Beschäftigte. Die Schule in Roubanina schloss in den 1950er Jahren. Mit Beginn des Jahres 1961 wurde Roubanina mit Deštná, Horní Smržov und Rumberk zur Gemeinde Deštná-Roubanina zusammengeschlossen und zugleich dem Okres Blansko zugeordnet. Zwischen 1986 und 1990 war Roubanina nach Letovice eingemeindet. Seit 1990 besteht die Gemeinde Roubanina wieder. Roubanina ist Pfarrort für die Dörfer Bezděčí, Svárov, Chlum, Slatina und Březinka.

## Gemeindegliederung
Für die Gemeinde Roubanina sind keine Ortsteile ausgewiesen. Zu Roubanina gehören die Einschichten Klen und Roubanská.

## Sehenswürdigkeiten
- Reste der Burg Rumberk, im Wald südwestlich des Ortes
- Pfarrkirche des hl. Andreas, der zwischen 1260 und 1280 errichtete Bau erhielt nach mehreren Umbauten seine heutige Gestalt in den Jahren 1923 bis 1924, als ein Schiff und Magazin angebaut wurden.